# کلیفورد پی. هانسن
کلیفورد پیتر هانسن (زاده 16 اکتبر 1912 - درگذشته 20 اکتبر 2009)  سیاستمدار آمریکایی اهل ایالت وایومینگ بود. او که یک جمهوری خواه بود، به عنوان بیست و ششمین فرماندار وایومینگ (7 ژانویه 1963 - 2 ژانویه 1967) و پس از آن به عنوان سناتور ایالات متحده (3 ژانویه 1967 - 31 دسامبر 1978) خدمت کرد. او از سال 1946 تا 1966 به عنوان یکی از اعضای هیئت امنا در دانشگاه وایومینگ واقع در لارامی خدمت کرد. او همچنین یک کمیسر بخش در جکسون، مقر شهرستان تتون در شمال غربی وایومینگ بود. قبل از مرگش در 20 اکتبر 2009، او مسن ترین سناتور زنده سابق ایالات متحده و همچنین سومین مسن ترین فرماندار سابق ایالات متحده بود.

## کودکی و جوانی
هانسن در زنیت (در حال حاضر شهرستان تتون اما سپس شهرستان لینکلن) به دنیا آمد، سکونتگاهی به قدری کوچک که دیگر در نقشه های جاده ای وایومینگ ذکر نشده است. او پسر سیلویا آیرن (نام خانوادگی وود) و پیتر کریستوفرسون هانسن بود. هانسن های ارشد دامدارانی بودند که اصالتاً اهل آیداهو بودند: پیتر، اهل دانمارک، اهل سودا اسپرینگز، و سیلویا، انگلیسی تبار، در بلک فوت به دنیا آمد. پیتر هنسن، که تحصیلات دانشگاهی داشت، یک مهندس عملی بود که نقشه برداری و کار در زمین های مزرعه را انجام می داد. کلیفورد هنسن در جکسون هول، شهری در دره ای مرتفع کوهستانی که شامل پارک ملی گراند تتون است، بزرگ شد. در آنجا به مدارس دولتی رفت. در کودکی، او بر یک نقص گفتاری جدی غلبه کرد که معلمانش را گیج کرده بود، برخی از آنها ابتدا فکر می کردند که او قابل آموزش نیست. مشکل او ناتوانی در یادگیری نبود بلکه لکنت شدید بود که با حضور در مدرسه استثنایی برطرف شد. هنسن پس از غلبه بر نقص گفتار، برای همیشه بر ارزش آموزش تأکید کرد، زمانی که به نوه ای توصیه کرد: "این تنها چیزی است که هیچ کس نمی تواند از شما بگیرد." هانسن در سال ۱۹۳۴ مدرک لیسانس خود را در رشته علوم دامی از دانشگاه UW گرفت. زمانی که در دانشگاه بود در بخش اپسیلون دلتای برادری سیگما نو بود. او از سال ۱۹۴۶ تا ۱۹۶۶ یکی از معتمدین UW بود و از سال ۱۹۵۵ تا ۱۹۶۲ رئیس هیئت امنایی بود، زمانی که برای نامزدی فرمانداری استعفا داد. از ۱۹۴۳-۱۹۵۱، او کمیسر شهرستان تتون بود.[3] از ۱۹۵۳-۱۹۵۵ او به عنوان رئیس انجمن پرورش دهندگان سهام وایومینگ خدمت کرد.